# 서광초등학교 (충남)
서광초등학교는 대한민국 충청남도 논산시 광석면 사계로110번길 64 (득윤리)에 있었던 초등학교이다.

## 연혁
- 1963년 1월 25일 광석국민학교 득윤분교장 설립인가
- 1967년 3월 27일 서광국민학교로 승격
- 1984년 6월 17일 병설유치원 인가
- 1996년 3월 1일 서광초등학교로 개칭
- 1999년 3월 1일 광석초등학교로 통폐합